# Censimento della Libia del 1939
Il censimento del 30 giugno 1939 fu effettuato in Libia dall'ISTAT, quando era governatore Italo Balbo (1934-40).

## Descrizione
Gli italiani in Libia quando fu effettuato il censimento erano quasi il 13% della popolazione ed erano concentrati soprattutto sulla costa in Tripolitania e Cireanica, nella capitale Tripoli, dove erano ben il 37% della popolazione, e a Bengasi, dove erano il 31%.
Inoltre la Libia italiana aveva una comunità ebraica di 22.000 persone (2,5% della popolazione, che a partire dal 1938, con l'emanazione delle leggi razziali, iniziò a essere discriminata).
Nel 1938 in Libia arrivarono ventimila contadini italiani e vennero fondati ventisei villaggi agricoli:
- Olivetti
- Bianchi
- Giordani
- Micca
- Tazzoli
- Breviglieri
- Marconi
- Garabulli
- Crispi
- Corradini
- Garibaldi
- Littoriano
- Castel Benito

- Filzi
- Baracca
- Maddalena
- Aro
- Oberdan
- D'Annunzio
- Razza
- Mameli
- Battisti
- Berta
- Luigi di Savoia
- Gioda

Tutti i villaggi avevano la chiesa, il municipio, la Casa del Fascio, l'ambulatorio, la posta e il mercato.
Inoltre vennero anche fondati dieci villaggi libici, nei quali vivevano arabi e berberi: El Fager (Alba), Nahima (Deliziosa), Azizia (Profumata), Nahiba (Risorta), Mansura (Vittoriosa), Chadra (Verde), Zahara (Fiorita), Gedina (Nuova), Mamhura (Fiorente), Beda Littoria (anche El Beida, la Bianca). I villaggi indigeni fondati dal fascismo in Libia avevano tutti la moschea, la mudiriyya (lett. "direzione"), la scuola, il caffè, il suq, la Casa del Fascio.
Il censimento non tiene conto delle decine di migliaia di profughi libici, (soprattutto Senussi) emigrati in Egitto, e (in maniera minore) in Tunisia, Sudan e Africa Equatoriale Francese .

## Censimento
Ecco il censimento diviso per provincia, dal censimento è escluso quasi tutto il Fezzan che era il Territorio Militare del Sud con capoluogo Hon.

### Libia
| LIBIA       | Italiani    | Percentuale |
| ----------- | ----------- | ----------- |
| 876.563 ab. | 108.419 ab. | 12,37%      |

### Provincia di Tripoli
| CITTA'        | ABITANTI    | ITALIANI   | NOTE                                                                           |
| ------------- | ----------- | ---------- | ------------------------------------------------------------------------------ |
| TRIPOLI       | 111.124 ab. | 41.304 ab. | Città col maggior numero di italiani, che erano circa il 37% della popolazione |
| Castel Benito | 10.759 ab.  | 567 ab.    | italiani il 5% circa.                                                          |
| Zanzur        | 14.408 ab.  | 289 ab.    | italiani il 2% circa                                                           |
| Bianchi       | 2.854 ab.   | 2.854 ab.  | villaggio agricolo costruito nel 1937 dall'INFPS                               |
| Giordani      | 2.300 ab.   | 2.300 ab.  | villaggio agricolo costruito nel 1938 dall'INFPS                               |
| Oliveti       | 1.300 ab.   | 1.300 ab.  | villaggio agricolo costruito nel 1938 dall'INFPS e dall'ECL                    |
| Zavia         | 30.033 ab.  | 2.040 ab.  | italiani il 6% circa                                                           |
| Sorman        | 13.137 ab.  | 262 ab.    | italiani il 2% circa                                                           |
| Sabratha      | 23.407 ab.  | 397 ab.    | italiani l'1,7%                                                                |
| Zuara         | 27.956 ab.  | 662 ab.    | italiani il 2% circa                                                           |
| Castelverde   | 6.458 ab.   | 270 ab.    | italiani il 4% circa, oggi si chiama GASR GARABULLI                            |
| Mizda         | 1.113 ab.   | -          | villaggio berbero                                                              |
| Giado         | 14.466 ab.  | 48 ab.     | italiani lo 0,3% circa                                                         |
| Nalut         | 20.471 ab.  | 126 ab.    | italiani lo 0,6% circa                                                         |

### Provincia di Misurata
| CITTA'       | ABITANTI   | ITALIANI  | NOTE                                             |
| ------------ | ---------- | --------- | ------------------------------------------------ |
| Littoriano   | 150 ab.    | 150 ab.   | villaggio oggi abbandonato                       |
| Corradini    | 420 ab.    | 420 ab.   | villaggio agricolo costruito nel 1939 dall'INFPS |
| Homs         | 35.316 ab. | 1.156 ab. | italiani il 3% circa                             |
| Misurata     | 46.321 ab. | 1.472 ab. | italiani il 3% circa                             |
| Gioda        | 1.550 ab.  | 1.550 ab. | villaggio agricolo costruito nel 1939 dall'ECL   |
| Tauorga      | 5174 ab.   | -         | villaggio abitato in gran parte da neri sudanesi |
| Bir Gheddaia | 27 ab.     | -         | nodo stradale                                    |
| Sirte        | 15.014 ab. | 303 ab.   | italiani il 2%                                   |
| Nuflilia     | 3459 ab.   | 35 ab.    | italiani l'1%                                    |

### Provincia di Bengasi
| CITTA'     | ABITANTI   | ITALIANI   | NOTE                                                      |
| ---------- | ---------- | ---------- | --------------------------------------------------------- |
| Agheila    | 898 ab.    | 15 ab.     | italiani il 1,7% circa                                    |
| Marada     | 1.118 ab.  | 3 ab.      | italiani il 0,27% circa                                   |
| Agedabia   | 5869 ab.   | 223 ab.    | italiani il 3,8% circa                                    |
| Zuetina    | 1520 ab.   | 11 ab.     | italiani il 0,7% circa                                    |
| Ghemines   | 2.500 ab.  |            |                                                           |
| Bengasi    | 66.200 ab. | 20.628 ab. | italiani il 31% circa                                     |
| Soluch     | 16.347 ab. | 129 ab.    | italiani il 0,8% circa                                    |
| Regima     | 800 ab.    | -          |                                                           |
| El Abiar   | 3.000 ab.  | -          |                                                           |
| Tocra      | 908 ab.    | -          |                                                           |
| Baracca    | 1944 ab.   | 1944 ab.   | Villaggio costruito nel 1938 dall'ECL                     |
| Barce      | 28.422     | 2.586 ab.  | italiani il 9% circa                                      |
| Sauro      | 390 ab.    | 390 ab.    | Villaggio costruito nel 1939 dall'ECL                     |
| Tolemaide  | 4.308 ab.  | 79 ab.     | italiano lo 1,8%                                          |
| Mameli     | 1370 ab.   | 1370 ab.   | Villaggio costruito nel 1939 dall'ECL                     |
| Battisti   | 1400 ab.   | 1400 ab.   | Villaggio costruito nel 1938 dall'ECL                     |
| Maddalena  | 1200 ab.   | 1200 ab.   | Villaggio costruito nel 1936 dall'ECL e ampliato nel 1938 |
| Oberdan    | 2100 ab.   | 2100 ab.   | Villaggio costruito nel 1938 dall'ECL                     |
| D'Annunzio | 560 ab.    | 560 ab.    | Villaggio costruito nel 1938 dall'ECL                     |
| Razza      | 961 ab.    | 961 ab.    | Villaggio costruito nel 1933 dall'ECL                     |

### Provincia di Derna
| CITTA'        | ABITANTI   | ITALIANI  | NOTE                                                  |
| ------------- | ---------- | --------- | ----------------------------------------------------- |
| Beda Littoria | 16.238 ab. | 1.533 ab. | italiani il 9,5% circa                                |
| Cirene        | 494 ab.    | 222 ab.   | italiani il 45% circa                                 |
| Bardia        | 5491 ab.   | 216 ab.   | italiani il 4% circa, chiamata anche PORTO BARDIA     |
| Derna         | 16.609 ab. | 3.250 ab. | italiani il 20% circa                                 |
| Tobruch       | 11.284 ab. | 1.756 ab. | italiani il 16% circa                                 |
| Giarabub      | 215 ab.    | -         | è sepolto Sīdī Mohammed ben Alī ben Senūssī, madrassa |
| Apollonia     | 3313 ab.   | 449 ab.   | italiani il 14% circa                                 |

### Territorio Militare del Sud
| CITTA'   | ABITANTI  | ITALIANI | NOTE                               |
| -------- | --------- | -------- | ---------------------------------- |
| Sinauen  | 703 ab.   | -        | villaggio berbero                  |
| Gadames  | 3683 ab.  | 44 ab.   | italiani l'1,2%, villaggio berbero |
| Gialo    | 4679 ab.  | -        |                                    |
| Augila   | 1.502 ab. | -        |                                    |
| Gicherra | 332 ab.   | -        |                                    |